# Велижанка
Велижанка — село в Панкрушихинском районе Алтайского края России. Административный центр Велижанского сельсовета.

## География
Расположено к северу от реки Бурлы, при автодороге 01Н-3203. Абсолютная высота — 193 метра над уровнем моря.

## История
Основано в 1695 году. В 1926 году в селе Вележанском (Пестерях) имелось 566 хозяйств и проживало 2645 человек (1286 мужчин и 1359 женщин). В национальном составе населения того периода преобладали русские. Действовали школа I ступени, кредитное товарищество, изба-читальня, телефон, народный дом, фельдшерский пункт и лавка общества потребителей. В административном отношении являлось центром Велижанского сельсовета Панкрушихинского района Каменского округа Сибирского края.

## Население
| 1926  | 1997  | 1998  | 1999  | 2000  | 2001  |
| ----- | ----- | ----- | ----- | ----- | ----- |
| 2645  | ↘1326 | ↘1302 | ↘1300 | ↘1295 | ↘1266 |
| 2002  | 2003  | 2004  | 2005  | 2006  | 2007  |
| ↘1216 | ↘1172 | ↘1134 | ↘1104 | ↘1052 | ↘1029 |
| 2008  | 2009  | 2010  | 2011  | 2012  | 2013  |
| ↘1007 | ↘987  | ↘821  | ↘818  | ↘774  | ↘758  |

Национальный состав
Согласно результатам переписи 2002 года, в национальной структуре населения русские составляли 89 %.